# S
På grund av tekniska begränsningar leder ſ (långt s) hit.
S är den nittonde bokstaven i det moderna latinska alfabetet.

## Betydelser

### Versalt S
- Förkortning för Sveriges socialdemokratiska arbetareparti.
- Förkortning för Socialdepartementet.
- Länsbokstav för Värmlands län.
- Kemiskt tecken för grundämnet svavel. Se även periodiska systemet.
- Nationalitetsmärke för motorfordon från Sverige.
- Beteckningen för entropi.
- Inom bibliotekens klassifikationssystem SAB är S signum för  militärväsen, se S (SAB).
- En klass torpedbåtar i den finländska marinen, se till exempel S 2 (torpedbåt).
- S (TV-serie).
- Förkortning för söder, södra, syd.
- Nationalitetsbeteckning i registreringsnummer för hundar registrerade i Sverige.
- Beteckning för konduktans, Siemens, inom elektrotekniken.
- En skvallertidning utgiven av Bonniers sedan 2010, se S (tidskrift).
- Ett programspråk för statistiska analysera, se S (programspråk), jfr R (programspråk).
- Den statistiska kategorin Save i baseboll.

### Gement s
- Förkortning för socialdemokrat.
- Anger i kemiska formler att ett ämne är i fast form (förkortning för latinets "solidus"). Exempel: AgCl(s)
- Symbol för sekund, måttenheten för tid i Internationella måttenhetssystemet.
- Beteckning för centrumavstånd, till exempel mellan väggreglar. Äldre beteckningar såsom cc, c/c och c är fortfarande vanliga.
- ſ är en äldre variant av den gemena bokstaven s. Se långt s.

## Historia
Till det latinska alfabetet kom bokstaven "S" från den grekiska bokstaven sigma. Den härstammar i sin tur från den feniciska bokstaven "shin", som först hade föreställt solen ("shimsh"), men sedan kom att föreställa en tand ("shin").

## Datateknik
I Unicode lagras S, samt förkomponerade bokstäver med S som bas och vissa andra varianter av S, med följande kodpunkter:
| Unicode | Liten bokstav |                                                   | Unicode | Stor bokstav |                                                     | Används bl.a. i följande språk |
| ------- | ------------- | ------------------------------------------------- | ------- | ------------ | --------------------------------------------------- | --- |
| U+0073  | s             | LATIN SMALL LETTER S                              | U+0053  | S            | LATIN CAPITAL LETTER S                              | de flesta där latinskt alfabet används |
| U+02E2  | ˢ             | MODIFIER LETTER SMALL S                           |         |              |                                                     | |
| U+015B  | ś             | LATIN SMALL LETTER S WITH ACUTE                   | U+015A  | Ś            | LATIN CAPITAL LETTER S WITH ACUTE                   | polska, baskiska, lågsorbiska, romani |
| U+1E65  | ṥ             | LATIN SMALL LETTER S WITH ACUTE AND DOT ABOVE     | U+1E64  | Ṥ            | LATIN CAPITAL LETTER S WITH ACUTE AND DOT ABOVE     | |
| U+015D  | ŝ             | LATIN SMALL LETTER S WITH CIRCUMFLEX              | U+015C  | Ŝ            | LATIN CAPITAL LETTER S WITH CIRCUMFLEX              | esperanto |
| U+0161  | š             | LATIN SMALL LETTER S WITH CARON                   | U+0160  | Š            | LATIN CAPITAL LETTER S WITH CARON                   | samiska, lettiska, litauiska, liviska, tjeckiska, slovakiska, slovenska, kroatiska, bosniska, estniska, högsorbiska, lågsorbiska, serbiska |
| U+1E67  | ṧ             | LATIN SMALL LETTER S WITH CARON AND DOT ABOVE     | U+1E66  | Ṧ            | LATIN CAPITAL LETTER S WITH CARON AND DOT ABOVE     | |
| U+1E61  | ṡ             | LATIN SMALL LETTER S WITH DOT ABOVE               | U+1E60  | Ṡ            | LATIN CAPITAL LETTER S WITH DOT ABOVE               | äldre ortografi för klassisk gaeliska |
| U+015F  | ş             | LATIN SMALL LETTER S WITH CEDILLA                 | U+015E  | Ş            | LATIN CAPITAL LETTER S WITH CEDILLA                 | rumänska, turkiska, azeriska, gagauziska, kurdiska                                                                                         |
| U+0219  | ș             | LATIN SMALL LETTER S WITH COMMA BELOW             | U+0218  | Ș            | LATIN CAPITAL LETTER S WITH COMMA BELOW             | rumänska, alternativ till Ş |
| U+1E63  | ṣ             | LATIN SMALL LETTER S WITH DOT BELOW               | U+1E62  | Ṣ            | LATIN CAPITAL LETTER S WITH DOT BELOW               | |
| U+1E69  | ṩ             | LATIN SMALL LETTER S WITH DOT BELOW AND DOT ABOVE | U+1E68  | Ṩ            | LATIN CAPITAL LETTER S WITH DOT BELOW AND DOT ABOVE | |
| U+017F  | ſ             | LATIN SMALL LETTER LONG S                         |         |              |                                                     | långt s, äldre variant av s |
| U+1E9B  | ẛ             | LATIN SMALL LETTER LONG S WITH DOT ABOVE          |         |              |                                                     | |
| U+00DF  | ß             | LATIN SMALL LETTER SHARP S                        | U+1E9E  | ẞ            | LATIN CAPITAL LETTER SHARP S                        | tyska, den versala versionen är en nykonstruktion                                                                                          |
| U+0024  | $             | DOLLAR SIGN                                       |         |              |                                                     | valutasymbol, dollar |
| U+00A7  | §             | SECTION SIGN                                      |         |              |                                                     | symbol, paragraftecken |

I ASCII-baserade kodningar lagras S med värdet 0x53 (hexadecimalt), s med värdet 0x73 (hexadecimalt) och (utom för nationella varianter av ISO/IEC 646) $ med värdet 0x24 (hexadecimalt).
I EBCDIC-baserade kodningar lagras S med värdet 0xE2 (hexadecimalt), s med värdet 0xA2 (hexadecimalt) och $ med värdet 0x5B (hexadecimalt).
Övriga varianter av S lagras med olika värden beroende på vilken kodning som används, om de alls kan representeras.